# 秋元肇 (化学者)
秋元 肇（あきもと はじめ、1940年 - ） は、日本の大気化学者。東京大学名誉教授、初代大気化学研究会会長。

## 人物・経歴
東京府生まれ。1967年東京工業大学大学院理工学研究科化学専攻博士課程修了、理学博士、東京工業大学理学部化学科助手。博士研究員としてカリフォルニア大学リバーサイド校でジェームズ・ピッツに師事し、大気化学研究を始め、日本の大気化学研究黎明期に活躍した。
1974年国立公害研究所大気化学研究室長。1987年国立公害研究所大気環境部長。1990年国立環境研究所地球環境研究グループ統括研究官。1993年東京大学先端科学技術研究センター教授。1998年地球フロンティア研究システム領域長。
2004年独立行政法人海洋研究開発機構地球環境フロンティア研究センター大気組成変動予測研究プログラムディレクター。2009年財団法人日本環境衛生センター酸性雨研究センター所長。2010年アジア大気汚染研究センター所長。2015年国立環境研究所地球環境研究センター地球大気化学研究室客員研究員。
初代大気化学研究会会長。島津賞、日本気象学会藤原賞、日経地球環境技術賞等受賞。アメリカ地球物理学連合フェロー、日本地球惑星科学連合フェロー、独立行政法人海洋研究開発機構フェロー、東京大学名誉教授。

## 著書
- 『対流圏大気の化学と地球環境』（中澤高清, 河村公隆, 鷲田伸明と共編）学会出版センター 2002年
- 『大気反応化学』朝倉書店 2014年